# Дейтон (Теннессі)
Дейтон (англ. Dayton) — місто (англ. city) в США, в окрузі Ріа штату Теннессі. Населення — 7065 осіб (2020).

## Географія
Дейтон розташований за координатами 35°29′32″ пн. ш. 85°0′43″ зх. д. / 35.49222° пн. ш. 85.01194° зх. д. (35.492126, -85.011864).  За даними Бюро перепису населення США в 2010 році місто мало площу 20,42 км², з яких 19,82 км² — суходіл та 0,60 км² — водойми.

## Демографія
Згідно з переписом 2010 року, у місті мешкала 7191 особа в 2625 домогосподарствах у складі 1711 родини. Густота населення становила 352 особи/км².  Було 2907 помешкань (142/км²).
Расовий склад населення:
| - 88,6 % — білих - 4,8 % — чорних або афроамериканців - 0,8 % — азіатів - 0,5 % — корінних американців - 0,1 % — вихідців з тихоокеанських островів - 3,0 % — осіб інших рас |

До двох чи більше рас належало 2,2 %. Частка іспаномовних становила 5,6 % від усіх жителів.
За віковим діапазоном населення розподілялося таким чином: 22,6 % — особи молодші 18 років, 62,1 % — особи у віці 18—64 років, 15,3 % — особи у віці 65 років та старші. Медіана віку мешканця становила 33,8 року. На 100 осіб жіночої статі у місті припадало 87,7 чоловіків;  на 100 жінок у віці від 18 років та старших — 83,4 чоловіків також старших 18 років.
Середній дохід на одне домашнє господарство  становив 39 720 доларів США (медіана — 27 594), а середній дохід на одну сім'ю — 48 762 долари (медіана — 37 148). Медіана доходів становила 36 723 долари для чоловіків та 26 165 доларів для жінок. За межею бідності перебувало 35,1 % осіб, у тому числі 56,5 % дітей у віці до 18 років та 9,5 % осіб у віці 65 років та старших.
Цивільне працевлаштоване населення становило 2439 осіб. Основні галузі зайнятості: виробництво — 26,6 %, освіта, охорона здоров'я та соціальна допомога — 19,7 %, роздрібна торгівля — 10,5 %, мистецтво, розваги та відпочинок — 8,1 %.